# Fedir Kostiuk
Fedir Semenowycz Kostiuk, Fiodor Siemionowicz Kostiuk (ukr. Федір Семенович Костюк, ros. Фёдор Семёнович Костюк, ur. 12 maja?/25 maja 1915 we wsi Mogilnoje w powiecie hajsyńskim w guberni podolskiej (obecnie w rejonie hajworońskim w obwodzie kirowohradzkim), zm. 20 grudnia 1994 tamże) – radziecki wojskowy, starszy porucznik, Bohater Związku Radzieckiego (1945).

## Życiorys
Urodził się w ukraińskiej rodzinie chłopskiej. Skończył szkołę średnią i technikum pedagogiczne, pracował jako nauczyciel w szkole wiejskiej, w 1940 został powołany do Armii Czerwonej, służył w batalionie samochodowym w Mikołajowie. Od 22 czerwca 1941 uczestniczył w wojnie z Niemcami, walcząc w oddziałach samochodowych na Froncie Południowym i Południowo-Zachodnim, w 1943 ukończył przyśpieszony kurs w szkole wojsk pancernych i otrzymał stopień młodszego porucznika. W maju 1944 ponownie skierowany na front, walczył na Froncie Leningradzkim, a od czerwca 1944 1 Białoruskim jako dowódca czołgu, od końca 1944 dowódca plutonu czołgów, wiosną 1945 został dowódcą kompanii czołgów w składzie 2 Brygady Pancernej 11 Korpusu Pancernego 1 Gwardyjskiej Armii Pancernej 1 Frontu Białoruskiego w stopniu starszego porucznika. Brał udział w operacji białoruskiej, podczas której wyróżnił się podczas wyzwalania miasta Luboml na Wołyniu 19 lipca 1944; później brał udział w forsowaniu Bugu. W styczniu 1945 wyróżnił się podczas operacji wiślańsko-odrzańskiej, w tym przy wyzwalaniu Radomia, Tomaszowa i Łodzi. 17 stycznia 1945 pod silnym ogniem przeciwnika sforsował Pilicę, a podczas walk o Tomaszów zniszczył trzy niemieckie działa przeciwpancerne, zabijając przy tym wielu żołnierzy Wehrmachtu. 19 stycznia wraz z czołgistami walczył w południowej części Łodzi, 23 stycznia 1945 uczestniczył w walkach o Śrem, pokonując kompanię wroga i biorąc do niewoli 40 żołnierzy. W kwietniu 1945 wyróżnił się podczas operacji berlińskiej. W 1946 został zwolniony do rezerwy. Pracował jako dyrektor szkoły we wsi Moszczonoje w rejonie hajworońskim, później pracował w Hajworonie jako nauczyciel fizyki i matematyki w szkole średniej, w 1976 przeszedł na emeryturę. W latach 1945–1991 był członkiem WKP(b)/KPZR.

## Odznaczenia
- Złota Gwiazda Bohatera Związku Radzieckiego (31 maja 1945)
- Order Lenina (31 maja 1945)
- Order Czerwonego Sztandaru (4 sierpnia 1944)
- Order Aleksandra Newskiego (18 lutego 1945)
- Order Wojny Ojczyźnianej I klasy (dwukrotnie, 31 stycznia 1945 i 11 marca 1985)
- Medal „Za zdobycie Berlina”
- Medal „Za wyzwolenie Warszawy”

I inne.